# Mołoczne (obwód chersoński)
Mołoczne (ukr. Молочне) – osiedle na Ukrainie, w obwodzie chersońskim, w rejonie kachowskim, w hromadzie Askania Nowa. W 2001 liczyło 762 mieszkańców, spośród których 647 wskazało jako ojczysty język ukraiński, 55 rosyjski, 2 białoruski, 11 ormiański, a 47 inny.